# Krogh (Adelsgeschlecht)

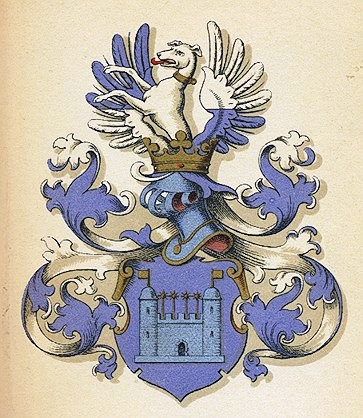
Wappen der Familie von Krogh

Krogh ist ein niedersächsisches und dänisches Adelsgeschlecht. Es stammt ursprünglich aus dem Gebiet des Erzstifts Bremen-Verden (13. Jahrhundert), welches im 17. Jahrhundert nach Dänemark kam. Die Schreibweise des Namens wechselte zwischen Krogh, Kroghe, Croghe, Kroge, Krough, Krog, Krug etc.

## Geschichte
Die Stammreihe beginnt im 16. Jahrhundert in Lüneburg. Im Rahmen des deutsch-dänischen Konflikts traten nach 1864 einige Familienmitglieder in den preußischen Adel ein. Ein Teil des Adelsgeschlechts ist auch in Norwegen und Kanada verbreitet.

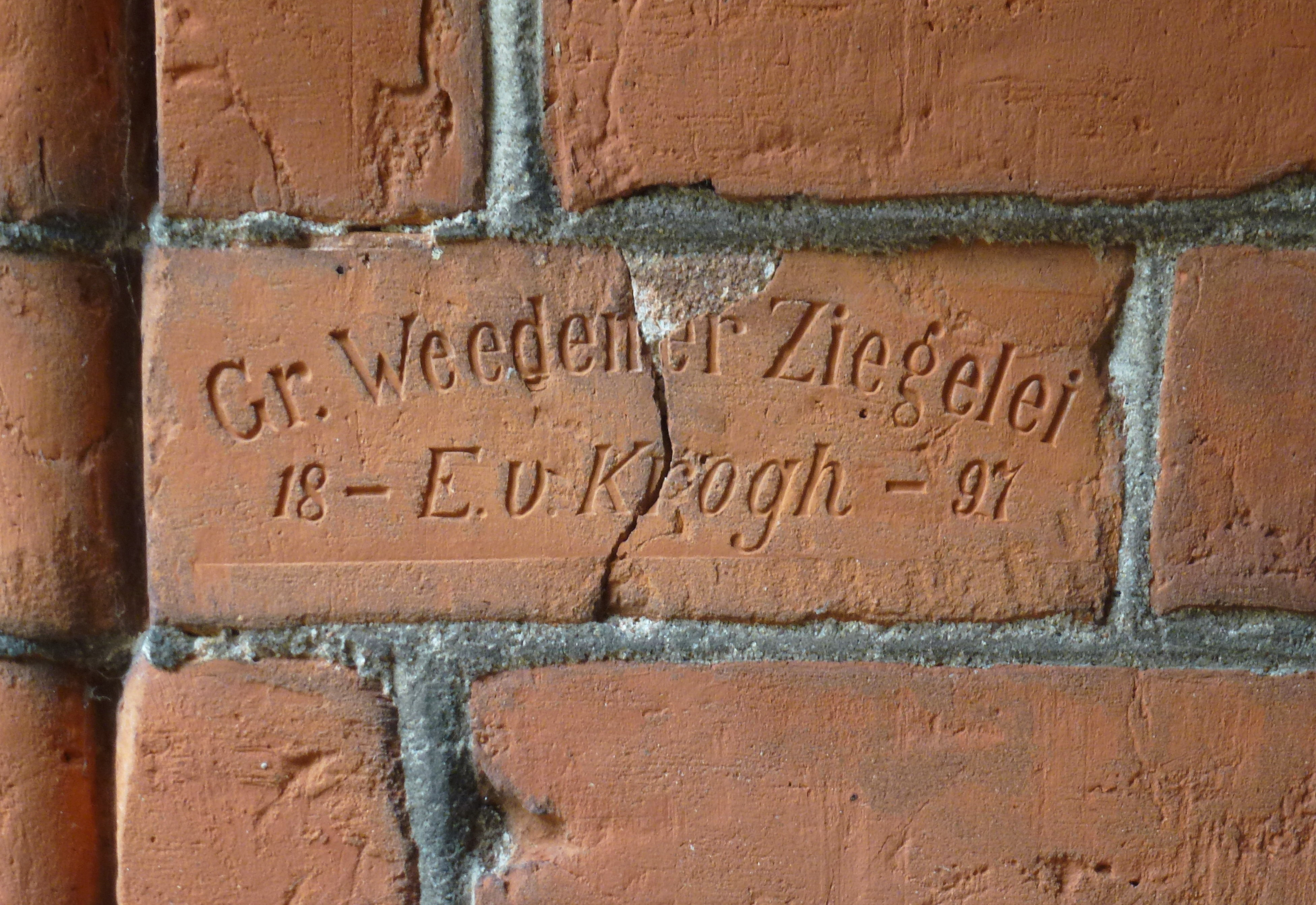
Ziegel mit Ziegeleimarke v. Krogh, Groß Weeden an der Basilika Altenkrempe (1897)

Friedrich Emil August von Krogh kaufte 1895 Gut und Ziegelei Groß Weeden. Dort ließ er 1914 ein Herrenhaus im Barockstil errichten. 1987 ging nach einem erbitterten Rechtsstreit der Besitz an das Land Schleswig-Holstein und an die Stadt Hamburg über.

## Wappen
In Blau ein mit vier goldenen Morgensternen bestücktes silbernes Kastell. Auf dem Helm mit blau-silbernen Decken ein wachsend rot-bezeichnetes, gold-behalsbandetes silbernes Windspiel zwischen offenem, vom Blau und Silber übereck-geteilte Flug.

## Bekannte Familienmitglieder
- Christopher von Krogh (1785–1860), dänischer Generalleutnant
- Ferdinand von Krogh (1815–1891), deutsch-dänischer Genealoge
- Charlotte von Krogh (1827–1913), deutsch-dänische Malerin
- Friedrich von Krogh (1846–1928), preußischer Generalleutnant